# Boršice u Blatnice
Boršice u Blatnice település Csehországban, a Uherské Hradiště-i járásban. Boršice u Blatnice Slavkov, Dolní Němčí, Hluk, Suchov, Blatnička és Velká nad Veličkou településekkel határos. Lakosainak száma 812 fő (2024. január 1.).

## Népesség
A település lakosságának változását az alábbi diagram mutatja:
| Lakosok száma | 766  | 850  | 993  | 923  | 966  | 860  | 817  | 821  | 807  | 812  |
|               | 1869 | 1890 | 1921 | 1950 | 1980 | 2001 | 2017 | 2019 | 2022 | 2024 |